# Хари Мелинг
Хари Едуард Мелинг е английски актьор. Той е най-известен с ролите си на Дъдли Дърсли в поредицата за Хари Потър и Хари Белтик в „Дамски гамбит“.

## Кариера
В ранната си кариера Мелинг участва в сценични продукции на „Провокираната съпруга“, „Крал Джон“, „Антигона“ и „Изобилие“. Той се появява в пет от филмите на Хари Потър като разглезения му братовчед – Дъдли Дърсли. През 2009 г. той участва във възраждането на „Майка Кураж и нейните деца“ в Кралския национален театър. Той се появява в „Сянката на магьосника“, епизод от телевизионния сериал на BBC Приключенията на Мерлин, играейки млад магьосник на име Джили, който възнамерява да използва магия, за да му помогне да спечели легендарния турнир на Камелот. Той също играе Робърт Браун в телевизионния сериал на BBC „Просто Уилям“.
През октомври 2009 г. е обявено, че Мелинг бил отслабнал толкова много от последното си появяване в Хари Потър, че вече е „неузнаваем“. Ролята на Дъдли е почти стига до кастинг за нов актьор за Хари Потър и Даровете на смъртта, част 1, но Мелинг успява да изиграе ролята, като облича дебел костюм. Той коментира положително промяната: „Сега мога да зарежа нещата от детето актьор, като свръхтеглото, и да започна отначало, защото никой не ме вижда като Дъдли“.
През 2014 г. Мелинг дебютира като драматург на фестивала ВисокаВълна (HighTide) с моноспектакъла Търговия (Peddling).

През 2018 г. Мелинг играе заедно с Лиъм Нийсън в уестърна Балата за Бъстър Скръгс от братя Коен. За изпълнението на Мелинг филмовият критик от Ню Йоркър Антъни Лейн пише:
[Аз] излязох преследван от разпръснати гледки и звуци – преди всичко от рецитациите на човека без крайници, които бучат с истински копнеж. Той е прекрасно изигран, от Хари Мелинг, с малко помощ от компютърно генерирани ефекти (CGI), който някога беше омразният Дъдли Дърсли във филмите за Хари Потър. Забавно е как хората порастват.
През 2020 г. Мелинг играе евангелския свещеник Рой Лафърти в трилъра на Нетфликс „Дяволът през цялото време“. Същата година той се появява в серийната драма на Нетфликс, „Дамски Гамбит“, в която играе Хари Белтик, приятел и един от конкурентите на Бет в Кентъки.

## Филмография

### Филми
| Година | Заглавие                                  | Роля                | Бележки                   |
| ------ | ----------------------------------------- | ------------------- | ------------------------- |
| 2001 г | Хари Потър и философския камък            | Дъдли Дърсли        |                           |
| 2002 г | Хари Потър и Стаята на тайните            | Дъдли Дърсли        |                           |
| 2004 г | Хари Потър и затворникът от Азкабан       | Дъдли Дърсли        |                           |
| 2007 г | Хари Потър и Орденът на феникса           | Дъдли Дърсли        |                           |
| 2010 г | Хари Потър и даровете на смъртта – част 1 | Дъдли Дърсли        |                           |
| 2016 г | Изгубеният град на Z                      | Уилям Баркли        |                           |
| 2017 г | Текущата война                            | Бенджамин Вейл      |                           |
| 2018 г | Балада за Бъстър Скрагс                   | Харисън             | Сегмент: „Билет за храна“ |
| 2018 г | Пазача                                    | сержант Смайт       |                           |
| 2019 г | В очакване на варварите                   | Гарнизонен войник 4 |                           |
| 2020 г | Старата гвардия                           | Стивън Мерик        |                           |
| 2020 г | Кажете молитвите си                       | Тим                 |                           |
| 2020 г | Дяволът през цялото време                 | Рой Лафърти         |                           |
| 2021 г | Трагедията на Макбет                      | Малкълм             | Пост продукция            |
| 2022 г | Моля, бебе, моля                          | Артър               | Пост продукция            |

### Телевизия
| Година | Заглавие                 | Роля           | Бележки                         |
| ------ | ------------------------ | -------------- | ------------------------------- |
| 2005 г | Приятели и крокодили     | Младият Оливър | телевизионен филм               |
| 2010 г | Мерлин                   | Джили          | Епизод: „Сянката на магьосника“ |
| 2010 г | Просто Уилям             | Робърт Браун   | 4 епизода                       |
| 2011 г | Законът на Гароу         | Джордж Пинок   | 3 епизода                       |
| 2016 г | Мускетарите              | Бастиен        | Епизод: „Златото на глупаците“  |
| 2019 г | Войната на световете     | Артилерист     | 2 епизода                       |
| 2019 г | Неговите тъмни материали | Сиселман       | Епизод: „Броня“                 |
| 2020 г | Дамски Гамбит            | Хари Белтик    | 4 епизода                       |

### Театър
| Година | Заглавие                             | Роля                                         | Място на провеждане                                                                    |
| ------ | ------------------------------------ | -------------------------------------------- | -------------------------------------------------------------------------------------- |
| 2009 г | Майка Кураж и нейните деца           | Швейцарско сирене                            | Кралски национален театър                                                              |
| 2010 г | Спалня, легла и други форми на магия |                                              | Театър503                                                                              |
| 2010 г | Жени Пазете се от жени               | Млад Уорд                                    | Кралски национален театър                                                              |
| 2011 г | Училището за скандали                | Сър Бенджамин Backbite                       | Барбикан център                                                                        |
| 2011 г | Кога за последно видяхте майка ми?   | Ян                                           | Студио Трафалгар                                                                       |
| 2012 г | Аз съм камера                        | Кристофър Ишърууд                            | Игра Southwark Playhouse                                                               |
| 2013   | Семейство Смак Робинсън              | Шон Робинсън                                 | Театър Роуз, Кингстън                                                                  |
| 2013   | Оранжерията                          | агнешко                                      | Студио Трафалгар                                                                       |
| 2013   | Крал Лир                             | глупак                                       | Театър Минерва, Чичестър                                                               |
| 2014 г | Крал Лир                             | глупак                                       | Бруклинска музикална академия                                                          |
| 2014 г | търговия с търговия                  | момче                                        | Фестивал HighTide                                                                      |
| 2014 г | Гневната бригада                     | Морис Командир Пророк Доносник Мениджър Джим | Кралски театър, Плимут Oxford Playhouse Център за изкуства Уоруик Театър Уотфорд Палас |
| 2016 г | Ръка на Бог                          | Джейсън / Тайрон                             | Театър Водевил, Лондон                                                                 |
| 2016 г | Крал Лир                             | Едгар                                        | Старият Вик                                                                            |
| 2017 г | Конфитюр                             | Кейн                                         | Театър Финборо                                                                         |

### Видео игри
| Година | Заглавие                        | Роля         | Бележки |
| ------ | ------------------------------- | ------------ | ------- |
| 2007 г | Хари Потър и Орденът на феникса | Дъдли Дърсли | Глас    |